# Margot Wallströmová
Margot Elisabeth Wallströmová (nepřechýleně Margot Elisabeth Wallström [ˈmaɾːɡɔt ˈvalːstɾœm]; * 28. září 1954, Skellefteå) je švédská a evropská politička, bývalá viceprezidentka Evropské komise a evropská komisařka pro institucionální vztahy a komunikační strategii.

## Biografie
V letech 1979 až 1985 byla poslankyní švédského parlamentu, v letech 1988 až 1991 ministryní pro ochranu spotřebitele, mládež a ženy. V letech 1994 až 1996 byla ministryní kultury a v letech 1996 až 1998 ministryní sociální věcí. Od roku 1999 je členkou Evropské komise, kde v letech 1999 až 2004 zastávala funkci komisařky pro životní prostředí a od roku 2004 byla viceprezidentkou komise. Od roku 2014 do září 2019, kdy na svoji funkci rezignovala, byla ministryní zahraničních věcí Švédska.